# 타카기 모토키
타카기 모토키(일본어: 高城 元気 たかぎ もとき[*])는 일본의 남성 성우 겸 배우이다. 1980년 10월 4일 가나가와현에서 태어났으며. 아임 엔터프라이즈 소속이다.

## 주요 출연작

### 애니메이션
- 닌자보이 란타로 - 야마모토 진나이
- 돌아가는 펭귄 드럼 - 소우야
- 마계왕자 - 아이작 모턴
- 말썽쟁이 동물 - 우루노
- 사카모토입니다만? - 코이치
- 신세계에서 - 이토 마모루(14세)
- 이누야샤 - 미로쿠(소년)
- 우에키의 법칙 - 아다치
- 우주전함 야마토 2199 - 호시나 토오루
- 세인트 세이야 Ω - 레아
- 지구로... - 죠나 마츠카
- 철완 버디 - 하자와 마사유키
- 클레이모어 - 라키
- 탐정 오페라 밀키 홈즈 - 모리 아티
- 페르소나 트리니티 소울 - 세노 소타로
- 헌터×헌터 리메이크 - 세드캉, 지트
- 후타코이 - 후타미 노조무
- 흑집사(드라마 CD) - 피니안
- BRAVE10 && 상주전진!!무시부교 - 유리 카마노스케
- ef - a tale of memories. - 아소 렌지
- ef - a tale of melodies. - 아소 렌지
- ONE OUTS - 쿠루미자와 코지
- ZOMBIE-LOAN - 이누바시리 젠
- 헤타리아 Axis Powers - 홍콩

### 게임
- 도검난무-ONLINE- - 모리 토시로
- 별의 왕녀 - 키무라 노조무
- 사무라이 스피리츠 천하제일검객전 - 히사메 시즈마루, 쿠비기리 바사라
- 마리오 시리즈 - 해머브러스
- 아포크리파 제로 - 알렉산드르 파스툴
- 윌 오 위스프 - 호브루디
- 테일즈 오브 더 템페스트 - 카이우스 쿨즈
- ef - a fairy tale of the two. - 아소 렌지